# Bera
Bera (en catalán: Berà) (circa 770 - 844 en Rouen) fue el primer conde de Barcelona desde 801 hasta su destitución en 820. Fue también conde de Razés y Conflent desde 790, y conde de Gerona (con los pagus de Besalú y Ampurias) desde 812 (o 813 o 817) hasta su destitución. En 811, fue testigo del último testamento de Carlomagno.

## Orígenes
El origen de Bera es en gran parte desconocido, aunque se considera probable que fuera de ascendencia visigoda, como indican algunas fuentes. Existen teorías que sugieren que pudo haber sido hijo de Guillermo de Gellone, conde de Tolosa y primo de Carlomagno, aunque esta hipótesis se basa en una falsa carta atribuida al Monasterio de Alet-les-Bains, en la cual se menciona a un "padre difunto llamado Guillermo". Sin embargo, esta carta es considerada apócrifa, y el detallado testamento de Guillermo, fechado en 804, no menciona a Bera entre sus hijos.
En 790, Bera fue designado como gobernador de los condados de Razés y Conflent, probablemente por el propio Guillermo de Gellone, quien, además de ser conde de Tolosa, tenía influencia en estos territorios del sur de la Marca Hispánica. Al mismo tiempo, los condados de Rosellón (incluyendo el pagus de Vallespir) y Ampurias fueron asignados a otro hijo de Guillermo, Gaucelmo, fruto de su matrimonio con Gunegunda.
La posible relación de parentesco entre Bera y Guillermo de Gellone ha sido objeto de debate entre los historiadores, ya que no existen pruebas concluyentes sobre un vínculo directo. Sin embargo, su cercanía política y militar con la familia de Guillermo, junto con el hecho de que Bera y Gaucelm compartieran la gobernanza de varios territorios en el marquesado de Gotia, sugiere que, al menos, compartían intereses comunes en el control de la Marca.

## Conquista de Barcelona
En 796, el Wali de Barcelona, Sa'dun al Ruayni, desafió la autoridad del emir Al-Hakam I, gobernante del Emirato de Córdoba. Decidido a liberarse del control cordobés, Sa'dun viajó en abril de 797 a Aquisgrán, donde se encontraba la corte del emperador Carlomagno, y le ofreció la sumisión de Barcelona a cambio de apoyo militar para defenderse de Córdoba. Esta oferta fue estratégicamente significativa para Carlomagno, quien buscaba expandir su influencia en la Marca Hispánica, una zona de contención formada por territorios fronterizos creados para proteger su imperio de los ataques musulmanes. Ante esta oportunidad de ampliar el control franco, Carlomagno aceptó la propuesta de Sa'dun.
En la primavera de 800, Carlomagno organizó una asamblea en Toulouse, donde se acordó lanzar una expedición militar hacia Barcelona bajo el liderazgo de su hijo, Luis el Piadoso, entonces rey de Aquitania. Luis se dirigió hacia Barcelona con un ejército compuesto por nobles francos destacados, incluyendo al conde Rostán de Gerona, Ademar de Narbona y el duque Guillermo de Gellone. Sin embargo, al llegar las tropas, Sa'dun incumplió su compromiso y se negó a entregar la ciudad, lo que obligó a las fuerzas francas a someter Barcelona a un prolongado asedio.
El asedio duró varios meses, durante los cuales los habitantes de Barcelona padecieron severas privaciones y escasez de alimentos. Finalmente, el 3 de abril de 801, debilitados por el hambre y sin recibir refuerzos, los barceloneses entregaron la ciudad a las tropas francas. Luis el Piadoso entró en la ciudad el 4 de abril, marcando así el inicio del dominio franco en la región. Poco después, Carlomagno designó a Bera como el primer conde de Barcelona, con el título adicional de marqués de la Marca Hispánica, en reconocimiento a su papel en la consolidación del control franco en esta región clave y estratégica para el Imperio Carolingio.
La designación de Bera como conde no solo estableció una autoridad local en Barcelona, sino que sentó las bases para una administración feudal en la Marca Hispánica, asegurando la presencia carolingia en una zona vulnerable y facilitando la defensa frente a futuras incursiones musulmanas desde el sur. El mandato de Bera, además, marcó el inicio de una estructura política en Cataluña que evolucionaría en los siglos posteriores.

## Expansión al sur del Ebro

Dominios de Bera y de Gaucelmo:
Condados de Gaucelmo: Rosellón (790-832) y Ampurias (813-832)
Condados de Bera: Razés y Conflent (790-820)
A Bera en el 801: Barcelona
A Bera en el 813: Gerona

Bera participó en varias campañas militares entre 804 y 809 para intentar expandir la frontera sur de la Marca Hispánica hasta el río Ebro. Este río se consideraba una barrera natural estratégica que podría servir como defensa contra el Emirato de Córdoba. Aunque se ha argumentado que la madre visigoda de Bera prefería la paz con los musulmanes, él apoyó estos intentos de expansión para consolidar la seguridad en sus territorios de la Marca.

### Primera expedición (804)
La primera campaña hacia el sur fue dirigida por Luis el Piadoso, quien en ese momento gobernaba el reino de Aquitania en nombre de su padre, Carlomagno. En 804, tras alcanzar Tarragona, el ejército franco se dividió en dos columnas con el objetivo de rodear y asediar Tortosa, un bastión estratégico bajo control musulmán. Luis lideró una columna que avanzó directamente hacia la ciudad, mientras que la segunda columna, bajo el mando de Bera y acompañada por Borrell, conde de Osona y Ademar de Narbona, se desplazó para proteger el flanco occidental y atacar desde el sur. 
La expedición llegó hasta la región de Vila Rubea (posiblemente cerca de la actual Amposta), pero se enfrentaron a fuertes ataques musulmanes, que incluyeron emboscadas y una tenaz defensa por parte de las fuerzas del emirato. Ante esta resistencia y las dificultades logísticas, las tropas de Bera se vieron obligadas a retirarse hacia el norte para evitar ser completamente derrotadas.
Esta primera expedición mostró las dificultades de la expansión franca en la región, subrayando el papel crucial de Tortosa como puesto defensivo clave del emirato cordobés y el valor de una línea de defensa natural en el río Ebro.

### Segunda expedición (808)
En el año 808, Carlomagno organizó una segunda expedición para fortalecer la presencia franca en el sur de la Marca Hispánica y avanzar hacia el río Ebro. En esta ocasión, envió a su representante, el conde Ingobert, para que colaborara con Luis el Piadoso en una nueva incursión sobre Tortosa. Al igual que en la expedición anterior, el ejército franco fue dividido en dos columnas con la intención de rodear y someter la ciudad.
Ingobert lideró una de las columnas avanzando directamente hacia Tortosa, mientras que la segunda columna, comandada por Bera, intentó rodear la ciudad y atacarla desde el sur para cortar las rutas de suministro y limitar las opciones de escape. Sin embargo, la estrategia no resultó efectiva, ya que las fuerzas francas fueron detectadas por el valí de Tortosa, quien organizó rápidamente un contraataque. Las tropas musulmanas lanzaron una ofensiva que obligó a las fuerzas de Bera y de Ingobert a retirarse para evitar una derrota mayor.
Este segundo intento de conquista subrayó las dificultades que enfrentaban los francos en su intento de expansión hacia el sur, debido a la resistencia organizada de los musulmanes y la dificultad de sostener largas campañas lejos de sus bases de apoyo en el norte.

### Tercera expedición (809)
La última campaña militar de los francos hacia Tortosa tuvo lugar en 809, bajo el liderazgo de Luis el Piadoso. En esta ocasión, el ejército franco se preparó con más recursos, incluyendo avanzadas máquinas de asedio para intentar superar las fortificaciones de la ciudad. Al llegar a Tortosa, los francos establecieron un asedio que duró aproximadamente cuarenta días, buscando finalmente romper la resistencia musulmana en la región.
Sin embargo, durante el asedio, las tropas francas se encontraron con una nueva dificultad: la llegada de refuerzos enviados desde Córdoba y comandados por Abderramán II, hijo del emir Al-Hakam I. Con la aparición de estas fuerzas musulmanas adicionales, los francos se vieron superados en número y amenazados por una posible contraofensiva. Ante la presión de los refuerzos cordobeses, Luis el Piadoso se vio obligado a ordenar la retirada, levantando el sitio sin haber alcanzado su objetivo de tomar Tortosa.
Estos repetidos fracasos en las campañas de expansión hacia el sur reforzaron la postura pacifista de Bera, quien comenzó a abogar por la negociación y la tregua con el Emirato de Córdoba. Bera consideraba que mantener la estabilidad en la Marca Hispánica era fundamental para consolidar las posesiones francas en el noreste de la península ibérica. Esta postura pacifista de Bera ganó cierta aceptación en la corte franca, aunque también generó tensiones con facciones belicistas que preferían una política de confrontación directa.

## Política de pacificación
Después de las campañas fallidas para expandir la frontera hasta el río Ebro, Bera promovió una política de pacificación con el Emirato de Córdoba, buscando estabilizar sus territorios y reducir el constante desgaste militar en la frontera. En 812, siguiendo las recomendaciones de Bera y otros nobles locales, Carlomagno aceptó una tregua de tres años con Córdoba. Este período de paz permitió a Bera consolidar su autoridad en la Marca Hispánica, aunque también generó oposición entre los sectores más belicistas de la nobleza franca, liderados por su hermanastro Gaucelmo y Bernardo de Septimania.

### Primer armisticio y viaje a Aquisgrán
En 812, Carlomagno aceptó una tregua de tres años con el Emirato de Córdoba, promovida por Bera. Este armisticio, impulsado por Bera como medida de pacificación en la Marca Hispánica, tenía como objetivo reducir el desgaste militar y estabilizar la región frente a las amenazas fronterizas.
Ese mismo año, Bera viajó a la corte imperial en Aquisgrán, acompañado por otros condes de la región, entre ellos Gaucelmo de Rosellón y Ademar de Narbona, para presentarse ante Carlomagno. Bera y los otros condes fueron acusados por varios nobles locales, quienes alegaban abusos en los tributos y la imposición de cargas injustas sobre sus tierras. La asamblea en Aquisgrán fue clave para que Bera consolidara su posición política y defendiera su política de pacificación ante la nobleza y el emperador. Carlomagno, aunque escuchó las quejas, respaldó temporalmente la postura de Bera, permitiéndole continuar con su estrategia conciliadora en la frontera.
El 18 de mayo de 812, falleció Guillermo de Gellone, el padre de Bera, con lo cual Bera heredó formalmente los condados de Razés y Conflent, territorios que ya administraba por delegación paterna. Poco después, Bera confió la administración de estos condados a su hijo Guillemó (también conocido como Guillemundus), asegurando así una sucesión y continuidad en el control de sus dominios.

### Segunda tregua y la creciente oposición
Al finalizar la tregua en 815, se reanudaron los enfrentamientos con el Emirato de Córdoba. Ese mismo año, un ejército musulmán dirigido por Ubayd Allah Abu Marwan, tío del emir Al-Hakam I, intentó sitiar Barcelona, pero fue repelido por fuerzas locales, probablemente compuestas en gran parte por tropas de origen visigodo. Esta victoria reforzó el prestigio de Bera, cuya relación con la nobleza visigoda local era sólida y le proporcionaba un respaldo considerable.
En noviembre de 816, el wali de Zaragoza se dirigió a la corte de Aquisgrán y negoció una nueva tregua de tres años con el imperio carolingio, que fue formalizada en febrero de 817. Durante este período, sin embargo, la política de los francos sufrió varios reveses importantes en la región: en Pamplona, los vascones, aliados con la familia musulmana de los Banu Qasi, tomaron el poder en 817, y en Aragón, García Galíndez el Malo forzó al conde franco Aznar I Galí a huir alrededor de 820. Estos fracasos fueron utilizados por los oponentes de Bera, que argumentaban que su postura pacifista debilitaba la defensa de la región. Este grupo belicista, contrario a las políticas conciliadoras de Bera, estaba liderado por su hermanastro Gaucelmo y su influyente hermano, Bernardo de Septimania.
En 817, la administración de los condados catalanes fue reorganizada. Los condados de Urgel, Cerdaña, Pallars y Ribagorza fueron integrados al Ducado de Aquitania, mientras que los demás condados catalanes, junto con Narbona, pasaron a formar parte del Ducado de Septimania. Ese mismo año, tras el fallecimiento del conde Odilón, quien gobernaba Gerona, Bera asumió el control de este condado, consolidando aún más su influencia y reforzando su posición dentro de la Marca Hispánica.

## Caída y destierro
En febrero de 820, Bera fue convocado a una asamblea imperial en Aquisgrán para responder a una acusación de traición, presentada formalmente por Sanila, lugarteniente de su hermanastro Gaucelmo. Este último lideraba un grupo de nobles contrarios a la política pacifista de Bera con el Emirato de Córdoba, considerando que su enfoque debilitaba la posición de los francos en la Marca Hispánica. 
Siguiendo las costumbres de la época, el caso fue resuelto mediante un duelo judicial, en el que Bera aceptó enfrentarse a Sanila para defender su honor y refutar las acusaciones. Sin embargo, al ser de mayor edad y menos hábil en combate, Bera fue derrotado, lo que selló su destino. Aunque la derrota en el duelo implicaba una sentencia de muerte, el emperador Luis el Piadoso, quien valoraba los servicios pasados de Bera en la defensa de la Marca, decidió conmutar la pena de muerte por el exilio.
Bera fue desterrado a Rouen, en Normandía, donde residió hasta su fallecimiento en 844. Su destierro marcó el fin de su influencia en la región y permitió una redistribución de sus dominios entre otros nobles.
Tras la caída de Bera, los condados de Barcelona y Gerona fueron asignados al noble franco Rampón, quien no estaba alineado ni con los partidarios de Bera ni con sus opositores. Por su parte, los condados de Razés y Conflent, que Bera ya había administrado previamente, quedaron bajo el control de su hijo Guillemó, quien de hecho los gobernaba desde 812 o 813.

## Matrimonio y descendencia
Bera se casó con su hermanastra Romilla, quien se convirtió en la primera condesa consorte de Barcelona. Este matrimonio consolidó la relación de Bera con la nobleza visigoda local, facilitando su política de pacificación y conciliación en la Marca Hispánica. De esta unión nacieron varios hijos:
- Guillemó (f. ca. 827), quien heredó el condado de Razès y Conflent tras el destierro de su padre y continuó la influencia familiar en la región de Septimania.[5]
- Argila (f. ca. 845), quien administró el condado de Razès en representación de la familia.[5]
- Rotruda, quien se casó con el conde Alarico I de Ampurias, fortaleciendo la alianza con otros linajes nobles de la región.[5]

| Predecesor: Guillermo I                       | Conde de Rasés y Conflent 790-820 | Sucesor: Guillemó |
| Predecesor: Nuevo título (Harún, último valí) | Conde de Barcelona 801-820        | Sucesor: Rampón   |
| Predecesor: Odilón                            | Conde de Gerona 812/817-820       | Sucesor: Rampón   |